# الجفنية
الجفنية منطقة تاريخية أثرية. تقع في منطقة القصيم وسط المملكة العربية السعودية.

## الموقع
تقع هجرة الجفنية على طريق القصيم المدينه المنوره القديم تبعد عن عقلة الصقور قرابة  ٦٠ كيلو وعن بريده قرابة ٣٠٠ كيلو توجد فيها اثار زبيده تبعد عن الهجرة نفسها نحو 7 كم باتجاه الجنوب تقريبًا٬ يوجد جبل اسمر اسمه الحماده بين الهجره واثار زبيده والآثار
آثار الجفنية تنتشر على مساحة كبيرة من سطح الموقع٬ وتشكل فيما بينها مجموعة من التلال الأثرية والأعلام والمنشآت المعمارية؛ منها بركة دائرية يبلغ قطرها 27 متر وعمقها الحالي 2.20 متر٬ أما سُمك جدرانها فيبلغ 100 سم٬ وهي مدعمة من الداخل والخارج بدعامات نصف دائرية. لهذه البركة مسيل لاستقبال السيول في ناحيتها الشمالية الغربية٬ وقد زود هذا المسيل بذراع متطاول يشبه السد يحجز المياه صوب البركة. وبجوار البركة بركة أخرى متهدمة ذات شكل دائري يبلغ قطرها 30م٬ وعمقها الحالي نحو 2م٬ ومما يلاحظ أن بين البركتين مجرى حجري ينقل الماء الزائد من البركة العلوية إلى السفلية٬ وهناك في الموقع بركة ثالثة مربعة الشكل طول ضلعها 27.5 متر بنيت في وسط سهل منبسط٬ وقد غطتها السيول ورواسب الأتربة ولم يظهر من جدرانها سوى أطرافها العلوية.
البركة مزودة بأكتاف داخلية لتقوية جدرانها٬ ولها مصب في ركنها الجنوبي الغربي، ويظهر على سطح الموقع كثير من الأساسات الجدارية المبنية باللبن أو بأحجار جرانيتية مع مونة طينية أو جصية محلية٬ وهذه تظهر إما على سطح الأرض المستوية أو على هيئة تلال أثرية واضحة المعالم. ويمكن تمييز آثار عدد من الوحدات المعمارية التي تشكل فيما بينها المنازل السكنية٬ ومنها بقايا قصر كبير الحجم مستطيل الشكل أبعاده (70×60م)٬ وبالقرب منه بقايا مسجد صغير٬ وعلى سطح الموقع الأثري يظهر عدد من كسر الأواني الفخارية والزجاجية بشكل مكثف، مما يدل على أن المنطقة سكنت خلال حقب طويلة في العصور الإسلامية المبكر.